# Gulp

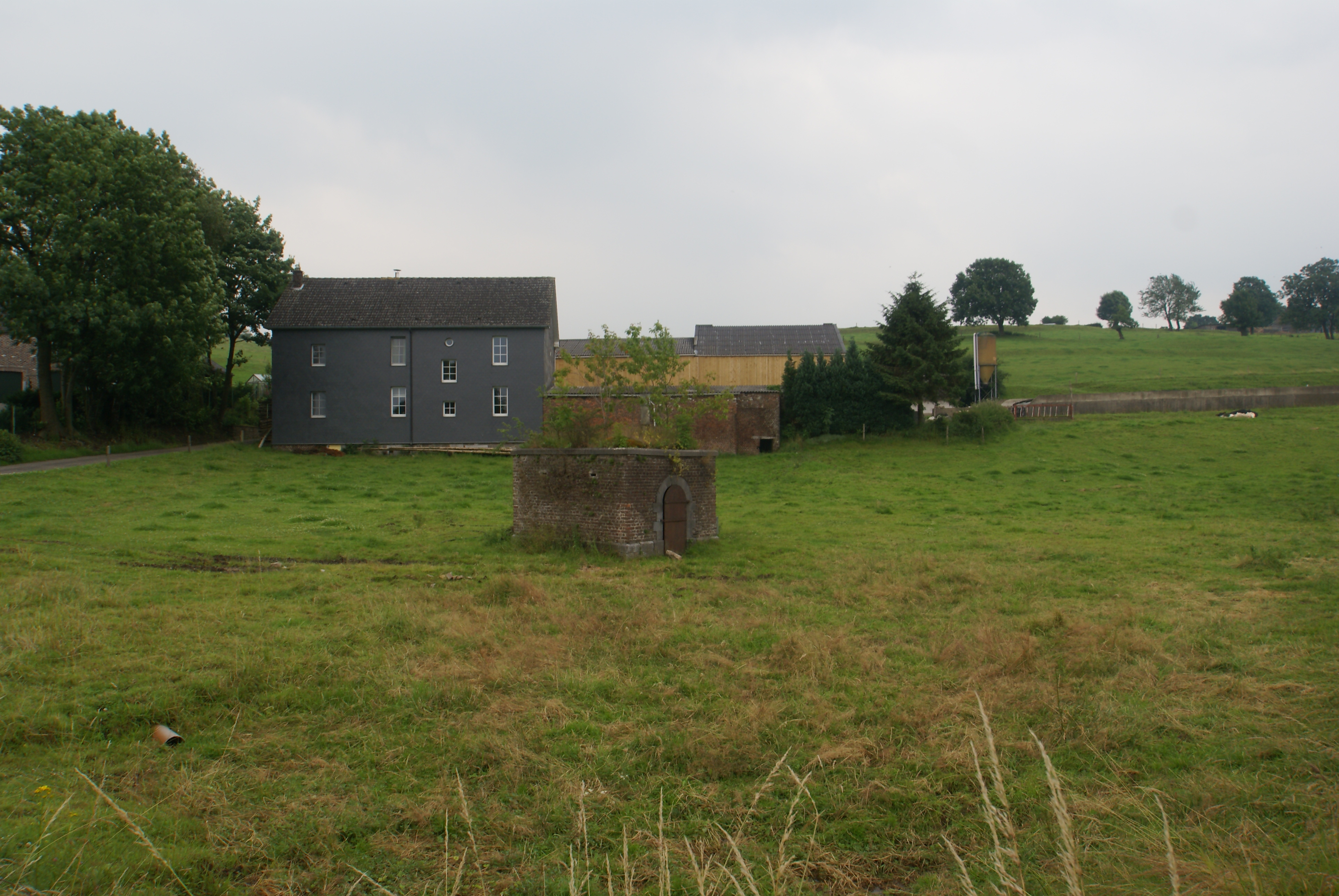
Nacimiento del río Gulp, en Gulpen (Hendrik-Kapelle)

El río Gulp (en francés Galoppe) es un afluente del río Geul, que nace en la localidad de Gulpen, en Hendrik-Kapelle, en la provincia de Lieja, Bélgica. Se han encontrado referencias escritas de los tiempos romanos en las que aparece como Galopia o Gulippa, una palabra que proviene de una raíz germánica que querría decir pequeño Geul. Es uno de los raros ríos que nace y desemboca en localidades que tienen el mismo nombre.

## Geografía

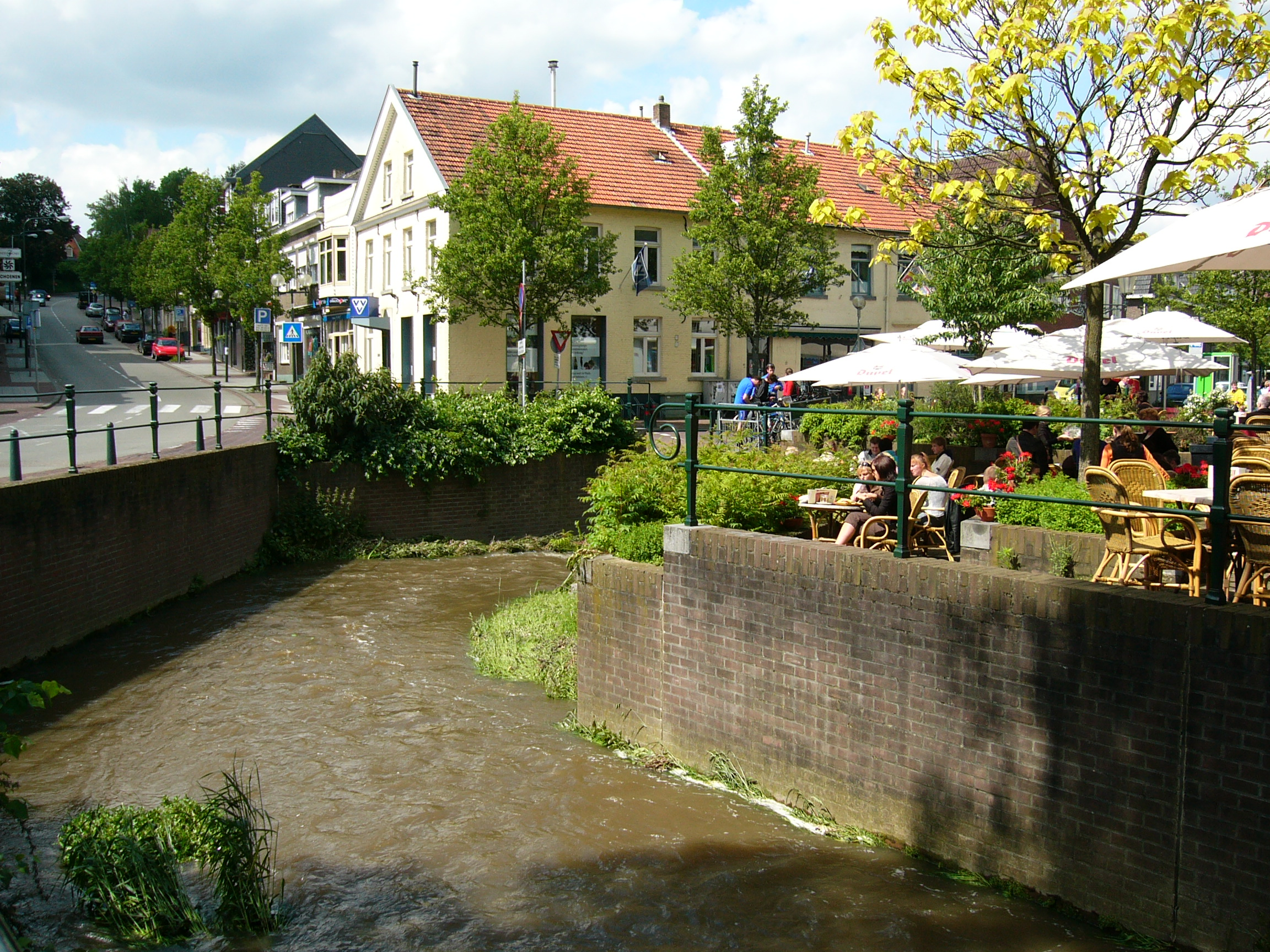
El Gulp cerca del aiguabarreig con el Geul a Gulpen

El río tiene un curso muy sinuoso y casi natural, con multitud de brazos para alimentar los molinos de sus márgenes. El río riega un paisaje muy diverso con bosques, prados, campos, prados húmedos, aguas vivas, huertos; cruzado con caminos de fondo, muy del gusto de los aficionados por los paisajes.
Desde Gulpen a Hendrik-Kapelle, el río pasa por Homburg y Moresnet, donde recibe riachuelos y pequeños afluentes que lo alimentan. Aguas abajo pasa por Remersdaal y Teuven, antes de atravesar la frontera belga-neerlandesa en la cota n.° 17, levantada en 1844, cinco años después del Tratado de Londres. En la provincia de Limburgo neerlandesa riega Slenaken, el bosque de Grote Bos, Beutenaken, Waterop, Wijlre, Billinghuizen, Euverem, el castillo Neuburg y Gulpen.

## Afluentes
- Berilierebeek
- Mabroekerbeek
- Remersdalerbeek

## Curiosidades

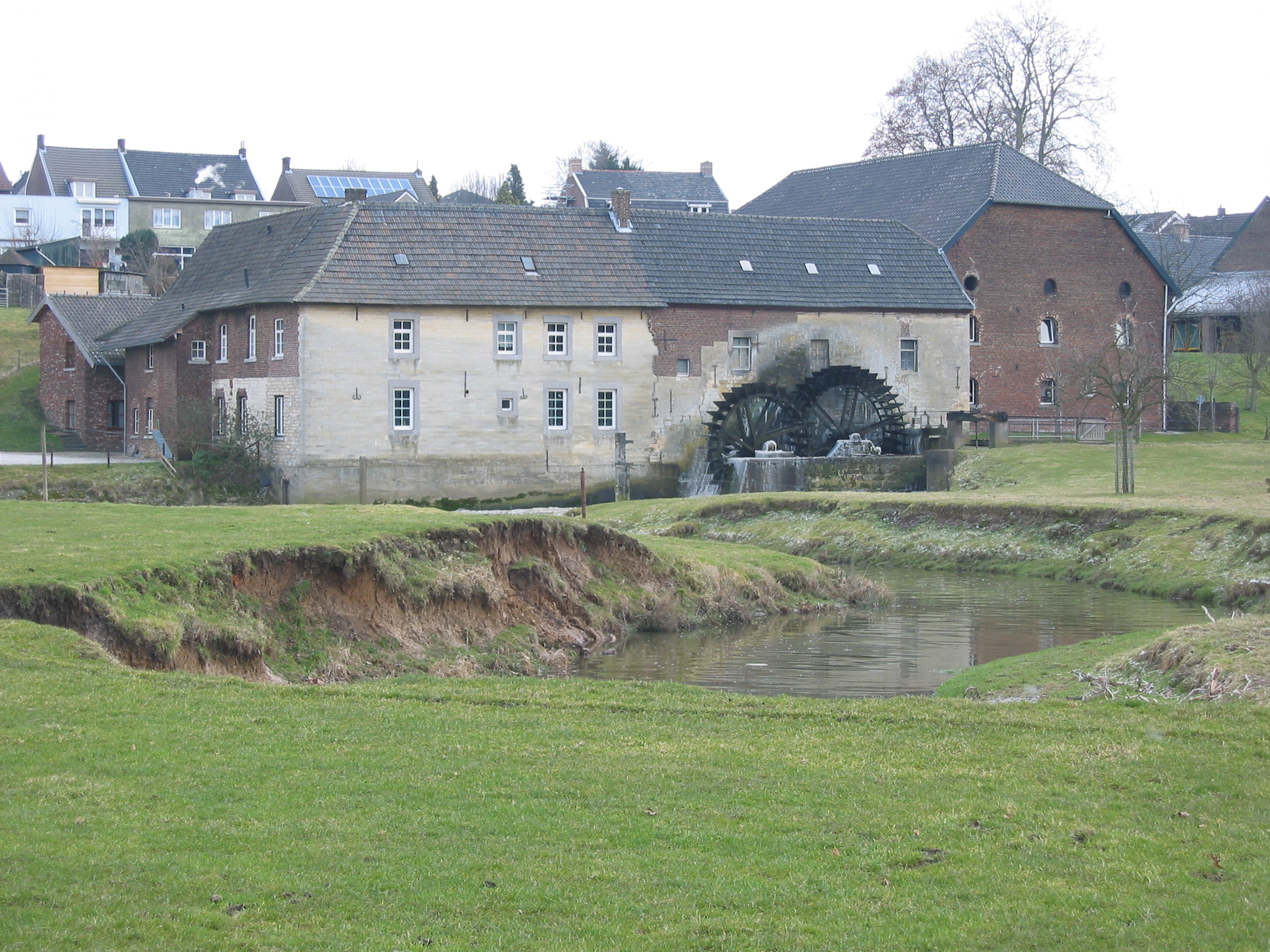
Molino en Wijlre

- Casa fortificada de Veljaren, en Homburg.
- Castillo de Obsinnich en Remersdaal.
- Castillos Hof De Draeck y de Hoof en Teuven.
- Molino de Medael.
- Molino de Broekmolen, entre Slenaken y Beutenaken.
- Castillo de Karsveld.
- Molino de Wijlre, que sirve hoy para producir electricidad verde.
- Gulpen, localidad donde desemboca el río Geul.